# Máximo Pradera Sánchez
Máximo Pradera Sánchez (Madrid, 21 de juliol de 1958) és un guionista, periodista i presentador de ràdio i televisió espanyol. Va assolir la fama com copresentador del programa Lo + plus al costat de Fernando Schwartz Girón.

## Biografia
Fill de Gabriela Sánchez Ferlosio i Javier Pradera, és net del novel·lista i membre fundador de la Falange Espanyola Rafael Sánchez Mazas, i nebot del escriptor Rafael Sánchez Ferlosio i del cantautor Chicho Sánchez Ferlosio. Per part de pare és besnet del polític carlista navarrès Víctor Pradera.
El 1980 va formar part del conjunt de música antiga Atrium Musicae de Madrid en l'enregistrament del disc Villancicos. Després de cursar estudis de Filologia i Periodisme en la Universitat Complutense de Madrid, va fundar l'equip radiofònic LoQueYoTeDiga, amb el qual va obtenir el Premi Ondas Internacional de Radi el 1990.
Més tard va treballar com a guionista en els programes de televisió Viaje con nosotros (1988) de TVE
, La noche se mueve (1992-1993) a Telemadrid i El peor programa de la semana (1993-1994) en TVE, aquests dos últims al costat de El Gran Wyoming.
El 1995 va començar a presentar, al costat de Fernando Schwartz Girón el magazín diari Lo + plus, on roman durant sis anys i pel plató dels quals han desfilat alguns dels més importants personatges de la cultura occidental contemporània: des del premi Nobel de literatura José Saramago al pianista i director d'orquestra Daniel Barenboim, passant per l'actor Anthony Hopkins, la cantant Teresa Berganza o el novel·lista Salman Rushdie. Amb aquest espai va guanyar el Premi Ondas al programa de tv més innovador.
Va abandonar l'espai per a conduir el late night Maldita la hora (2001), a Antena 3, amb el qual la cadena pretenia competir en audiència amb l'espai Crónicas marcianas de Telecinco. e Telecinco. No obstant això el programa va ser cancel·lat poques setmanes després de la seva estrena deguda als baixos índexs d'audiència.
El seu últim treball en televisió ha estat en el reality-concurso El primero de la clase de TVE.
Com a actor de teatre ha intervingut en els espectacles Volvemos después de la publicidad i Cómicos.
Des de 2011 participà en el programa d'Onda Cero Julia en la onda, primer en la secció Tea Party, on se li cedia el micròfon a diferents tertulians de variades ideologies per a comentar l'actualitat. La temporada 2013, la secció es va redefinir en un debat a dues bandes entre Máximo i el periodista Antonio Naranjo, anomenada "Con un par". Al maig de 2014, i després d'una discussió en antena amb el seu company de secció, Antonio Naranjo, aquest últim va denunciar per Twitter una agressió després de l'emissió del programa, el que va portar al programa a acabar la seva col·laboració amb els dos integrants d'aquesta.
Des de setembre de 2014 torna a participar en el programa Julia en la onda amb una participació setmanal en la secció Territorio comanche. També és responsable de les "promosketches" d'"A vivir que son dos días", el segon programa més escoltat de la ràdio espanyola, en la Cadena SER.

## Llibres
- ¿De qué me suena eso?
- El violín del diablo
- La décima sinfonía
- Morir a los 27
- Conversación con Irene Lozano (2014)
- Madrid confidencial (2014)
- Cómo ligar con música clásica: el manual de postureo cultural que llevabas toda tu vida esperando (2015)